# Eduard Martinovics Pulpe
Eduard Martinovics Pulpe (Riga, Orosz Birodalom, 1880. június 22. - Rogistche közelében, 1916. augusztus 2.) egy első világháborús lett származású vadászpilóta volt. Szolgálata során 5 légi győzelmet szerzett. Harcolt a háborúban, azonban 1916-ban egy ütközetben halálos sebet kapott.

## Élete
1880-ban született az Orosz Birodalomban, a mai Lettország területén. Tanulása az átlagos fiatalokéhoz remek volt. Magas végzettségű értelmiségi ember lett, majd elvállalta a tanári állást.
1912-ben Franciaországba költözött, hogy ott vállaljon munkát. Nemsokára megismerkedett a repüléssel, és mivel nagyon tetszett neki  pár hónap múlva már megszerezte polgári repülési engedélyét.
1914-ben a háború kirobbanásakor Pulpe Franciaországban tartózkodott. Úgy döntött, beáll a francia hadseregbe, és katonai pilóta lesz. A francia légierő kötelékében szolgált, az MS23 és az N23 nevű repülőszázadokban. 1915-ben és 1916-ban sorozatos légi győzelmeket aratott. 1916 májusa körül az orosz cár is felfigyelt a tehetséges pilótára, és hazahívta az orosz légierőbe. Pulpe ezt elfogadta, és a 10. Légi Különítmény tagja lett. Balszerencséjére azonban 1916. július 1-jén megszerezte 5. légi győzelmét. 1 hónapra rá, augusztus elején légi harcot vívott a német ásszal, Erwin Böhmével. Pulpe hosszú harc után több halálos sebet kapott, így 1916. augusztus 2-án, 36 éves korában életét vesztette.

## Légi győzelmei
| No. | Dátum             | Egység               | Repülőgép         | Ellenfél     |
| --- | ----------------- | -------------------- | ----------------- | ------------ |
| 1   | 1915              | MS23                 | Morane-Saulnier L | EA           |
| 2   | 1915              | MS23                 | Morane-Saulnier L | EA           |
| 3   | 1916. március 20. | N23                  | Nieuport          | EA           |
| 4   | 1916. március 31. | N23                  | Nieuport          | Two - Seater |
| 5   | 1916. július 1.   | 10. Légi Különítmény | Nieuport 11       | EA           |

## Lásd még
- Litvánok
- Első világháború
- Az Orosz Birodalom első világháborús ászpilótái